# HMS Hermione (1939)
HMS Hermione (74) (Корабль Его Величества «Гермиони», «Гермиона») — британский лёгкий крейсер типа «Дидо». Заказан по кораблестроительной программе 1937 года 21 марта того же года. Заложен на верфи Alexander Stephen's of Govan в Глазго 6 октября 1937 года. Спущен на воду 18 мая 1939 года, став третьим кораблем, носившим это имя в британском флоте. 25 марта 1941 года крейсер был введён в строй.

## История
После вступления в строй крейсер проходил сдаточные испытания, после чего направился в Скапа-Флоу, где 13 апреля 1941 года вошёл в состав 15-й эскадры крейсеров. В составе эскадры нёс службу у Северо-западных подходов. 15 мая крейсер выходил на прикрытие постановки минных заграждение на Северном барраже 1-й минно-заградительной эскадрой (операция SN9A).
22 мая «Гермиони» вместе с крейсерами 2-й крейсерской эскадры вышла в море на поиски немецкого линкора «Бисмарк». 24 мая «Гермиони» совместно с крейсерами Aurora и Kenya эскортировал авианосец Victorious, самолёты которого наносили удар по «Бисмарку». 25 мая «Гермиони» отделилась от сил флота для заправки в Исландии.
29 мая крейсер столкнулся с торговым судном Tembien.

## В составе Соединения H
2 июня крейсер вышел из Клайда сопровождая авианосец Victorious, который перебрасывал самолёты на Мальту. 4 июня, во время перехода, самолёты авианосца искали немецкое судно снабжения Gozenheim. 13 июня крейсер встретил эсминцы из состава Соединения H, чтобы совместно с ними прикрыть операцию по доставке истребителей на Мальту. 15 июня крейсер должен был эскортировать авианосец на обратном пути в Великобританию, однако был переназначен для совместных действий с Соединением H по поиску вражеских рейдеров в Атлантике. 22 июня, по прибытии в Гибралтар, вошёл в состав Соединения H.
26 июня он в составе этого соединения вышел на прикрытие авианосцев Ark Royal и Furious, осуществляющих очередную доставку самолётов на Мальту (операция Railway 1).
29—30 июня крейсер выходил в составе того же соединения для повторной доставки самолётов на Мальту (операция Railway 2), после чего встал на ремонт в Гибралтаре.
С 21 июля крейсер участвовал в операции Substance — проводке на Мальту конвоя, вывод с неё пустых судов и встрече шедшего транзитом судна снабжения Breconshire. Попутно на остров перебрасывалась очередная партия истребителей. В ходе операции транспорт Sydney Star с грузом бензина на борту 23 июля был поврежден вражескими торпедными катерами, потеряв ход. В течение нескольких часов с ним оставался австралийский эсминец Nestor. Ночью судно смогло дать ход в 10 узлов, но на утро два корабля не смогли обнаружить ни одно из союзных судов. Эсминцу в одиночку пришлось отражать атаки немецких пикирующих бомбардировщиков. На корабле уже заканчивались боеприпасы, когда на помощь подошла «Гермиони», сбив 2 вражеских самолёта. 24 июля «Гермиони» привела на Мальту повреждённый транспорт и тем же вечером с крейсерами Arethusa, Edinburgh и минзагом Manxman, также заходившими на остров, ушла в Гибралтар.
28 июля крейсер в Гибралтаре погрузил на борт войска с севшего на мель транспорта Leinster, который не принял участие в операции Substance и в составе Соединения «X» 31 июля отправился на Мальту. В течение этой операции Соединение X помимо Гермиони состояло из крейсера Arethusa, заградителя Manxman и эсминцев Lightning и Sikh. Корабли приняли на борт 70 офицеров, 1676 нижних чинов и 130 тонн грузов для Мальты. Операция прошла без противодействия противника, за исключением эпизода. 2 августа, уже на обратном пути в Гибралтар, Гермиони таранил и потопил юго-восточнее Пантеллерии, в точке 36°21′ с. ш. 12°40′ в. д., итальянскую подлодку Tembien. 4 августа, по возвращении в Гибралтар, крейсер встал на ремонт носовой части, незначительно повреждённой при таране.
21 августа Гермиони в составе Соединения H: линкор Nelson, авианосец Ark Royal, выходила для нанесения воздушных ударов по Темпьо-Паузания на Сардинии и ведения демонстрационных манёвров в районе Валенсии, для отвлечения постановки минзагом Manxman минных заграждений у итальянского побережья (операция Mincemeat).
В первой половине сентября Гермиони участвовала в операциях по доставке истребителей на Мальту (операции Status 1 , 2 и 3).
Во второй половине сентября Гермиони участвовала в операции Halbard — проводке очередного конвоя на Мальту. В ходе операции, в ночь на 28 сентября крейсер отделился от конвоя, подошёл к острову Пантеллерия и выполнил его обстрел, одновременно сбросив дымовые шашки в море, чтобы создать впечатление, что конвой проходит мимо острова, тогда как он фактически шёл гораздо севернее.
Во второй половине октября крейсер вместе с Соединением H участвовал в операции Callboy — очередной доставке самолётов на Мальту.
3 ноября крейсер вместе с Соединением H находился у Гибралтара во время неудачной атаки немецкой подводной лодки U-83 на корабли соединения.
С 10 ноября крейсер и Соединение H участвовали в операции Perpetual — доставке истребителей на Мальту. На обратном пути, 13 ноября, авианосец Ark Royal был торпедирован немецкой подводной лодкой U-81 и на следующий день затонул. С его гибелью, Соединение H лишилось своего главного корабля.
В течение декабря крейсер находился в Гибралтаре. В январе нового, 1942 года на нём проводили текущий ремонт и техническое обслуживание. В конце месяца крейсер направился в Великобританию, имея на борту адмирала Соммервила, бывшего до этого командующим, Соединением H, который был назначен главнокомандующим ост-индской станции. В феврале, крейсер проходил службу в домашних водах и был назначен в качестве эскорта войскового конвоя при возвращении на службу в составе Соединения H.
17 февраля Гермиони вышла из Клайда в составе эскорта войскового конвоя WS-16. Помимо неё в состав эскорта входили линкор Malaya, авианосцы Argus, Eagle и Formidable, эсминцы Active, Anthony, Blankney, Croome, Duncan, Firedrake, Laforey и Lightning. 21 февраля Гермиони с линкором Malaya, авианосцами Argus, Eagle и частью эсминцев отделились от конвоя и направились в Гибралтар для прохождения дальнейшей службы в Средиземноморье.
В марте Соединение H, и Гермиони в том числе, занимались доставкой истребителей на Мальту в трёх последовательных операциях: Spotter (6-8 марта), Picket I (20-23 марта), Picket II (27-29 марта).

## Высадка на Мадагаскаре
1 апреля Гермиони, вместе с линкором Malaya, эсминцами Active, Anthony, Laforey, Lightning и Duncan, 6 корветами и 6 тральщиками была определена в состав Соединения «F», которое планировали задействовать в высадке британцев на Мадагаскар (операция Ironclad). 9 апреля соединение вышло из Фритауна, 19 апреля прибыло в Кейптаун, а 22 апреля в Дурбан.
28 апреля Гермиони совместно с линкором Ramillies, авианосцем Illustrious и 6-ю эсминцами вышли в качестве сопровождения конвоя Y — с основными десантными силами для высадки в районе Диего-Суареса. 3 мая был произведен обстрел французских позиций южнее бухты Диего-Суареса. 10 мая, по окончании операции, крейсер направился в Александрию, для вхождение в 15-ю эскадру крейсеров, которая понесла большие потери после операции по эвакуации войск с Крита.

## Гибель
7 июня Гермиони прибыла в Александрию, составив эскадру совместно с крейсерами Newcastle и Arethusa.
С 11 июня Гермиони участвовала в операции по проводке на Мальту конвоя ME-11 (операция Vigorous). Ночью 16 июня, уже после отмены операции и возвращения кораблей на базу, Гермиони, южнее Крита была торпедирована немецкой подводной лодкой U-205 на позиции 33°30′ с. ш. 26°10′ в. д.. Корабельные отсеки были затоплены и корабль получил крен в 22 градуса, продержавшись на воде 21 минуту, после чего затонул. С ним погибло 87 человек и Конвой — корабельный кот. 440 человек было спасено эскортными миноносцами Aldenham, Beaufort и Exmoor.